# رایادو (نیومکزیکو)
رایادو (به انگلیسی: Rayado) یک منطقهٔ مسکونی در ایالات متحده آمریکا است که در نیومکزیکو واقع شده‌است.